# Phostria aengusalis
Phostria aengusalis är en fjärilsart som beskrevs av William Schaus 1927. Phostria aengusalis ingår i släktet Phostria och familjen Crambidae. Inga underarter finns listade i Catalogue of Life.